# 大首

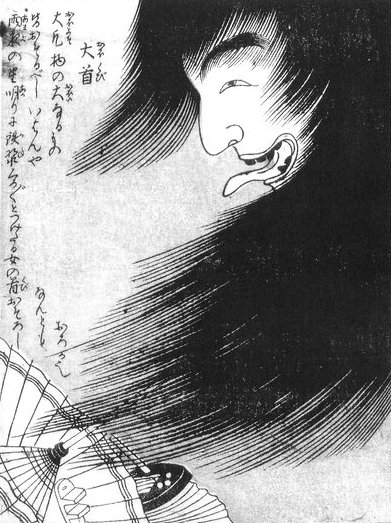
鳥山石燕『今昔画図続百鬼』より「大首」

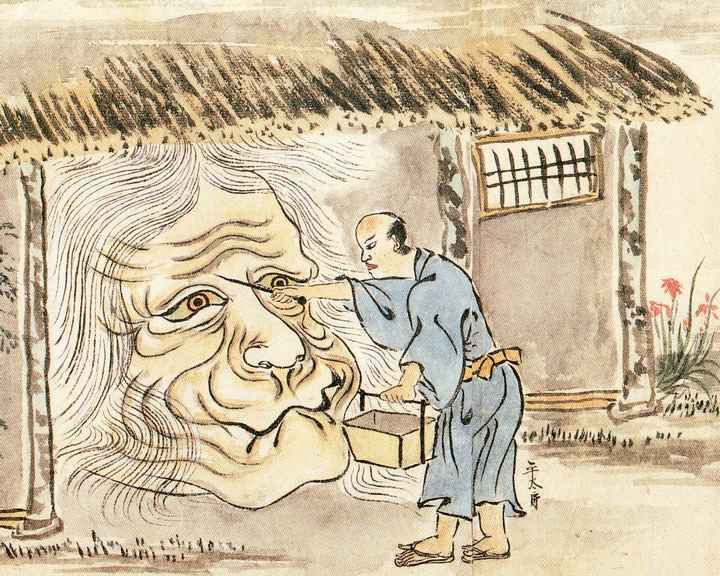
『稲亭物怪録』より「大首の怪」

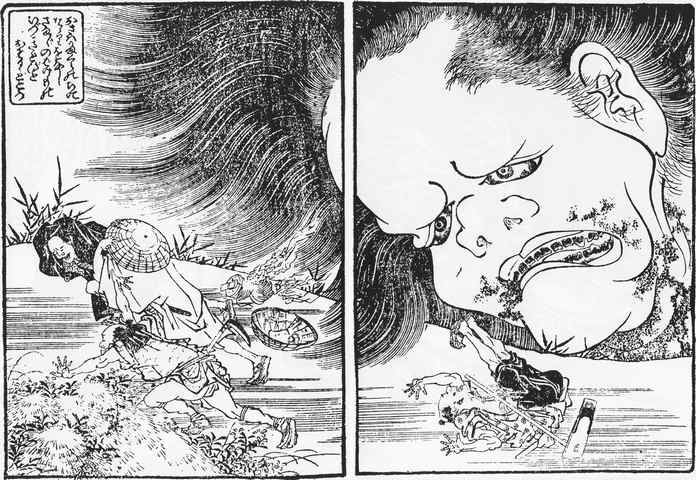
葛飾北斎画『近世怪談霜夜星』に登場する怨霊の大首

大首（おおくび）は、日本の妖怪の一つで、空中などに巨大な生首が現れるというもの。

## 概要
江戸時代の鳥山石燕の妖怪画集『今昔画図続百鬼』にこの名の妖怪画があり、解説文によれば、お歯黒をつけた巨大な女の生首が雨の夜空に現れるものとされるが、これは伝承上にある妖怪ではなく、実際には当時の破戒僧を風刺した創作と指摘されている。
江戸中期の妖怪物語『稲生物怪録』を描いた絵巻『稲亭物怪録』（慶應義塾大学三田メディアセンター、広島県立歴史民俗資料館所蔵）では、物置の戸を開くと巨大な老婆の顔が出現したという怪異が、「大首の怪」の題で述べられている。同物語の主人公・稲生平太郎が顔を火箸で突いたところ、少しも動じることはなく、ねばねばとした感触だったとある。

## 類話
江戸時代の怪談や随筆などの古書には、巨大な女の生首が現れたという事例が多数あり、ほとんどは女性で、既婚女性の証としてお歯黒を付けていることが特徴である。それらの正体は、人間の怨霊や執念が妖怪と化したもの、あるいはキツネやタヌキが化けたものといわれている。
山口県岩国の怪談集『岩邑怪談録』には「古城の化物の事」と題し、ある女が御城山という山で一丈（約3メートル）の女の生首に遭い、にこにこと笑いかけられたとある。江戸時代の俳人・堀麦水による奇談集『三州奇談』では、金沢で雨上がりの夜に月が顔を出し始めた頃、雷と共に大きさ6～7尺（約1.8～2メートル）ほどの大首が現れたとあり、塀の上に大きな首が乗っていたこともあるという。また、ある者がこの大首に息を吐きかけられ、その場所が黄色く腫れて具合が悪くなり、医者に薬湯を処方してもらって治ったという話もある。
『四谷怪談』の祖形といわれる文化時代の読本『近世怪談霜夜星』では、策略に陥れられて命を絶った女性の怨霊が、鎌倉の地で巨大な大首となって現れた姿が描かれている。
江戸時代よりさかのぼって平安時代にも、「面女（つらおんな）」と呼ばれる巨大な女の首の妖怪が出現したとある。恋川春町の黄表紙『妖怪仕打評判記』によれば、平清盛が福原に遷都した夜にも、この面女が現れたという。